# Aloys Jousten
Aloys Jousten (Sankt Vith, 2 novembre 1937 – Colonia, 20 settembre 2021) è stato un vescovo cattolico belga.

## Biografia
Aloys Jousten nacque a Sankt Vith, nella Comunità germanofona del Belgio, il 2 novembre 1937 ed era il primo di cinque figli. Crebbe nella fattoria di famiglia a Eibertingen.

### Formazione e ministero sacerdotale
Frequentò la scuola elementare municipale di Amblève e compì gli studi umanistici greco-latini presso il collegio episcopale di Sankt Vith. Nel 1956 entrò in seminario. Studiò filosofia a Sint-Truiden e teologia a Liegi. Dal 1961 al 1965 studiò teologia all'Università Cattolica di Lovanio e nel 1966 conseguì il dottorato.
L'8 luglio 1962 fu ordinato presbitero per la diocesi di Liegi nella cattedrale diocesana da monsignor Guillaume-Marie van Zuylen. Prestò servizio come professore di teologia morale al seminario maggiore e all'Istituto superiore di catechesi (ISCP) di Liegi dal settembre del 1964 al giugno del 1975; vicario domenicale a Amblève, sua parrocchia d'origine, dal 1970 al 1985; direttore dell'Heidberg-Institut, il liceo vescovile femminile, a Eupen dal 1975; parroco-decano di Sankt Vith dalla fine di giugno del 1985 al 1990; vicario episcopale per la regione di lingua tedesca e membro del consiglio episcopale dal 1986 e parroco della parrocchia di San Nicola a Eupen e decano della stessa città dall'agosto del 1990.

### Ministero episcopale

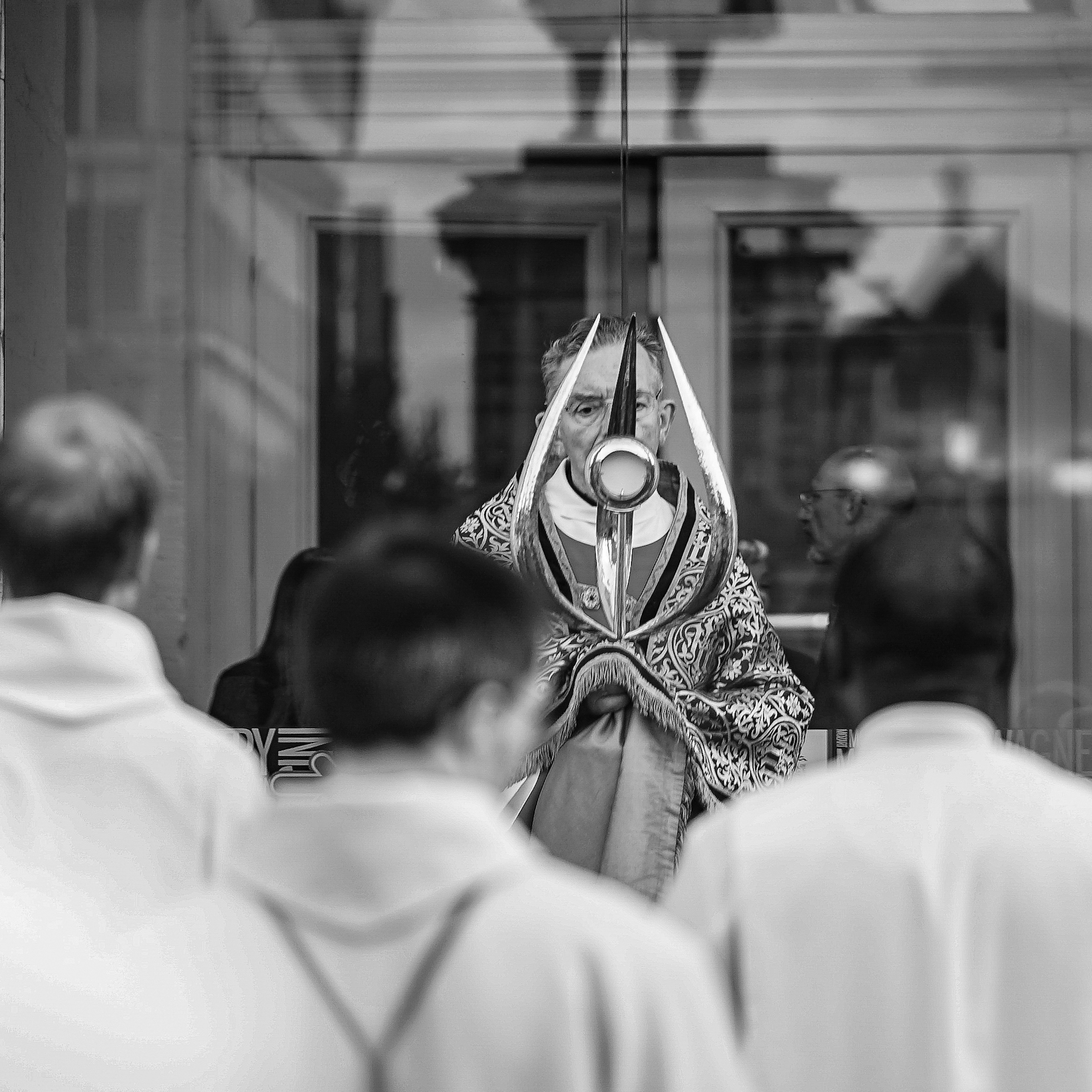
Monsignor Aloys Jousten alla durante la messa per la Solennità del Santissimo Corpo e Sangue di Cristo di Liegi nel 2019.

Il 9 maggio 2001 papa Giovanni Paolo II lo nominò vescovo di Liegi. Ricevette l'ordinazione episcopale il 3 giugno successivo nella cattedrale di San Paolo a Liegi dal cardinale Godfried Danneels, arcivescovo metropolita di Malines-Bruxelles, co-consacranti l'arcivescovo Pier Luigi Celata, nunzio apostolico in Belgio e Lussemburgo, i vescovi emeriti di Liegi Albert Jean Charles Ghislain Houssiau e Guillaume Marie van Zuylen e il vescovo di Hasselt Paul Schruers. Durante la stessa celebrazione prese possesso della diocesi. Come motto scelse l'espressione "Gaudium Domini fortitudo nostra" tratta dal versetto 8,10 del Libro di Neemia.
Il suo episcopato fu caratterizzato dall'impegno sociale e dalle prese di posizione, in particolare in opposizione alle espulsioni di immigrati clandestini e di sostegno ai lavoratori licenziati dal gruppo siderurgico ArcelorMittal. Si espresse anche contro la violenza omofoba e condannò il sanguinoso attentato del 13 dicembre 2011.
Nel 2009 fu indicato come possibile successore del cardinale Godfried Danneels alla guida dell'arcidiocesi di Malines-Bruxelles.
Nel novembre del 2003 e nel maggio del 2010 compì la visita ad limina.
In seno alla Conferenza episcopale del Belgio fu presidente della commissione episcopale Gaudium et Spes, referente per l'educazione e la carità nelle comunità francofona e germanofona e membro del consiglio interdiocesano dei laici.
Il 2 novembre 2012 presentò la sua rinuncia al governo pastorale della diocesi per raggiunti limiti di età  che papa Francesco accettò il 31 maggio 2013. Rimase a Liegi e prese residenza con i benedettini di Boulevard d'Avroy.
Il 12 settembre 2021 partecipò a Budapest alla messa conclusiva del LII congresso eucaristico internazionale presieduta da papa Francesco. Si recò poi in Germania per partecipare a un incontro di ex compagni classe. Morì improvvisamente a Colonia il 20 settembre 2021 all'età di 83 anni. Le esequie si tennero il 27 settembre alle ore 10:30 nella cattedrale di San Paolo a Liegi e furono presiedute da monsignor Jean-Pierre Delville, suo successore. Al termine del rito fu sepolto nella cripta sotto la cappella laterale nord dello stesso edificio.

## Genealogia episcopale
La genealogia episcopale è:
- Cardinale Scipione Rebiba
- Cardinale Giulio Antonio Santori
- Cardinale Girolamo Bernerio, O.P.
- Arcivescovo Galeazzo Sanvitale
- Cardinale Ludovico Ludovisi
- Cardinale Luigi Caetani
- Cardinale Ulderico Carpegna
- Cardinale Paluzzo Paluzzi Altieri degli Albertoni
- Papa Benedetto XIII
- Papa Benedetto XIV
- Papa Clemente XIII
- Cardinale Marcantonio Colonna
- Cardinale Giacinto Sigismondo Gerdil, B.
- Cardinale Giulio Maria della Somaglia
- Cardinale Carlo Odescalchi, S.I.
- Vescovo Eugène de Mazenod, O.M.I.
- Cardinale Joseph Hippolyte Guibert, O.M.I.
- Cardinale François-Marie-Benjamin Richard
- Cardinale Pietro Gasparri
- Cardinale Clemente Micara
- Cardinale Jozef-Ernest Van Roey
- Cardinale Léon-Joseph Suenens
- Cardinale Godfried Danneels
- Vescovo Aloys Jousten